# Kaba (Altay)

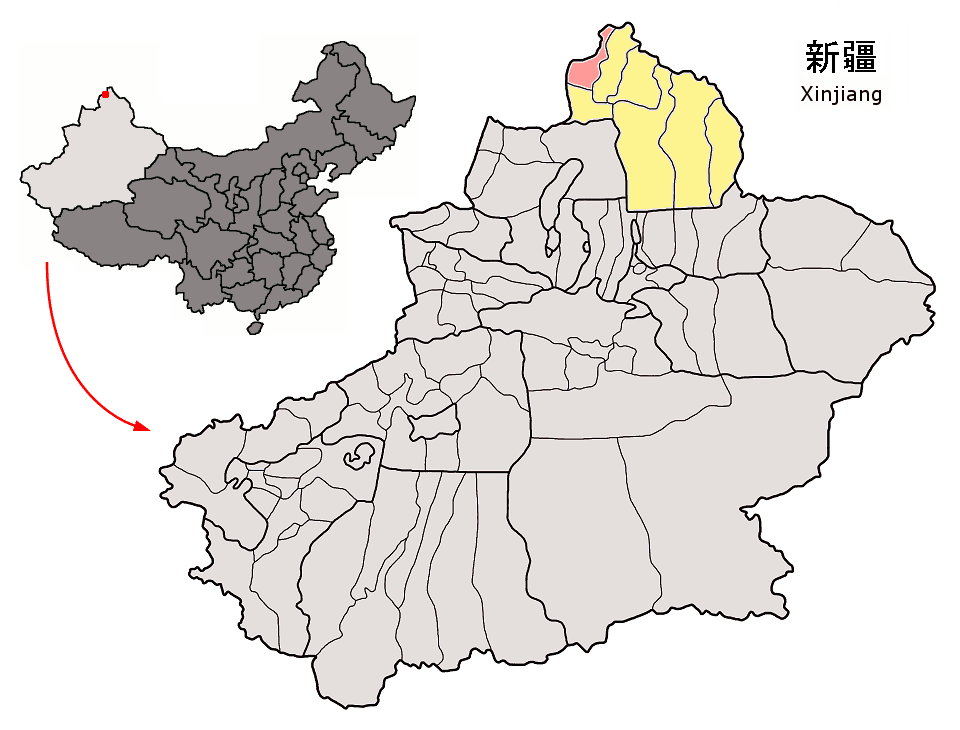
Lage des Kreises Kaba/Habahe (rosa) im Regierungsbezirk Altay (gelb)

Der Kreis Kaba oder Habahe (chinesisch 哈巴河县, Pinyin Hābāhé Xiàn; uigurisch قابا ناھىيىسى Ⱪaba Naⱨiyisi, kasachisch قابا اۋدانى Qaba Awdanı) ist ein Kreis des Regierungsbezirks Altay des Kasachischen Autonomen Bezirks Ili im Uigurischen Autonomen Gebiet Xinjiang der Volksrepublik China.
Der Kreis grenzt im Westen an Kasachstan und im Osten an den Kreis Burqin. Hauptort des Kreises ist die Großgemeinde Akqi (阿克齐镇). Der Kreis Kaba hat eine Fläche von 8185,55 km² und zählt 82.507 Einwohner (Stand: Zensus 2010). Der Fluss Kaba (auch Habahe), ein rechter Nebenfluss des Irtysch, durchfließt den Kreis in südlicher Richtung.